# 德维尼察农村居民点 (夏姆扎区)
德维尼察农村居民点（俄语：Сельское поселение Двиницкое）是俄罗斯联邦沃洛格达州夏姆扎区所属的一个农村居民点。其下辖有19个居民点，行政中心为萨姆索诺夫斯卡亚。据2015年统计，该农村居民点的人口为561人。